# Charles Joseph Étienne Wolf
Charles Joseph Étienne Wolf, francoski astronom, * 9. november 1827, Vorges, Francija, † 4. julij 1918, Saint Servan, Francija.

## Življenje in delo
Le Verrier mu je leta 1862 ponudil mesto pomočnika na pariškem observatoriju.
9. januarja 1874 je postal dopisni član Kraljeve astronomske družbe (RAS) v Londonu.
16. aprila 1883 je postal član Akademije znanosti, leta 1898 pa je bil tudi njen predsednik.
Leta 1867 je skupaj z Georgesom Rayetom s pomočjo spektrometra v vidnem odkril in študiral po njima imenovane Wolf-Rayetove zvezde, vroče in masivne zvezde z zelo močnim zvezdnim vetrom.